# Luiz Pinguelli Rosa
Luiz Pinguelli Rosa (Rio de Janeiro, 19 de fevereiro de 1942 – 3 de março de 2022) foi um físico, pesquisador e professor universitário brasileiro.
Membro titular da Academia Brasileira de Ciências, era professor titular da Universidade Federal do Rio de Janeiro (UFRJ) e ex-presidente da Eletrobrás. Em 9 de abril de 2013 foi-lhe concedido o título de professor emérito pela UFRJ. Era um dos maiores especialistas em energia do país.

## Biografia
Luiz nasceu em 1942, na cidade do Rio de Janeiro, então capital federal. Descendente de italianos, era filho de Dalva Pinguelli Rosa e Ávilla Rosa. Foi aluno do Colégio Pedro II, cursou a Academia Militar das Agulhas Negras (AMAN), saindo como oficial do Exército, e, posteriormente, ingressou no Instituto Militar de Engenharia (IME), no Rio de Janeiro. Após graduar-se em engenharia, pediu desligamento do Exército para dar continuidade aos seus estudos como civil. Fez mestrado em Engenharia Nuclear na Universidade Federal do Rio de Janeiro (UFRJ) e doutorado em Física na Pontifícia Universidade Católica do Rio de Janeiro (PUC-Rio).
Pinguelli é membro da Academia Brasileira de Ciências e ex-membro do Conselho Pugwash, associação fundada por Bertrand Russel e Albert Einstein. Desde 1998 é integrante do Painel Intergovernamental de Mudanças Climáticas e é também ex-presidente da Associação Latino-Americana de Planejamento Energético e da Eletrobras.
Pinguelli é autor de seis livros, entre eles "Tecnociências e Humanidades: novos paradigmas, velhas questões", cujos dois volumes concorreram ao Prêmio Jabuti. Luiz recebeu diversos prêmios ao longo de sua carreira, entre eles o Forum Award da Associação Americana de Física, em 1992, a comenda com o grau de Chevalier de l’Ordre des Palmes Académiques, concedido pelo Ministério da Educação da França, em 1998 e o Prêmio Golfinho de Ouro, categoria Ciências, no ano de 2000.
Foi secretário-executivo do Fórum Brasileiro de Mudanças Climáticas a partir de 2004, representando a entidade no Conselho Diretor do Painel Brasileiro de Mudanças Climáticas, mas desligou-se do fórum em 2016 por discordar do impeachment de Dilma Rousseff.

### Morte
Luiz estava internado em um hospital da Zona Sul do Rio de Janeiro por complicações da Covid-19 havia quase um mês quando morreu em 3 de março de 2022 aos 80 anos.

## Homenagempost mortem
No ano de 2023, foi agraciado, em memória, com a Ordem Nacional do Mérito Científico pelo presidente Luiz Inácio Lula da Silva, em reconhecimento ao seu trabalho e contribuição do campo científico no país. Seu irmão, Sérgio Rosa, recebeu a medalha na cerimônia com o presidente Lula.